# Vulkane des Campo de Cartagena

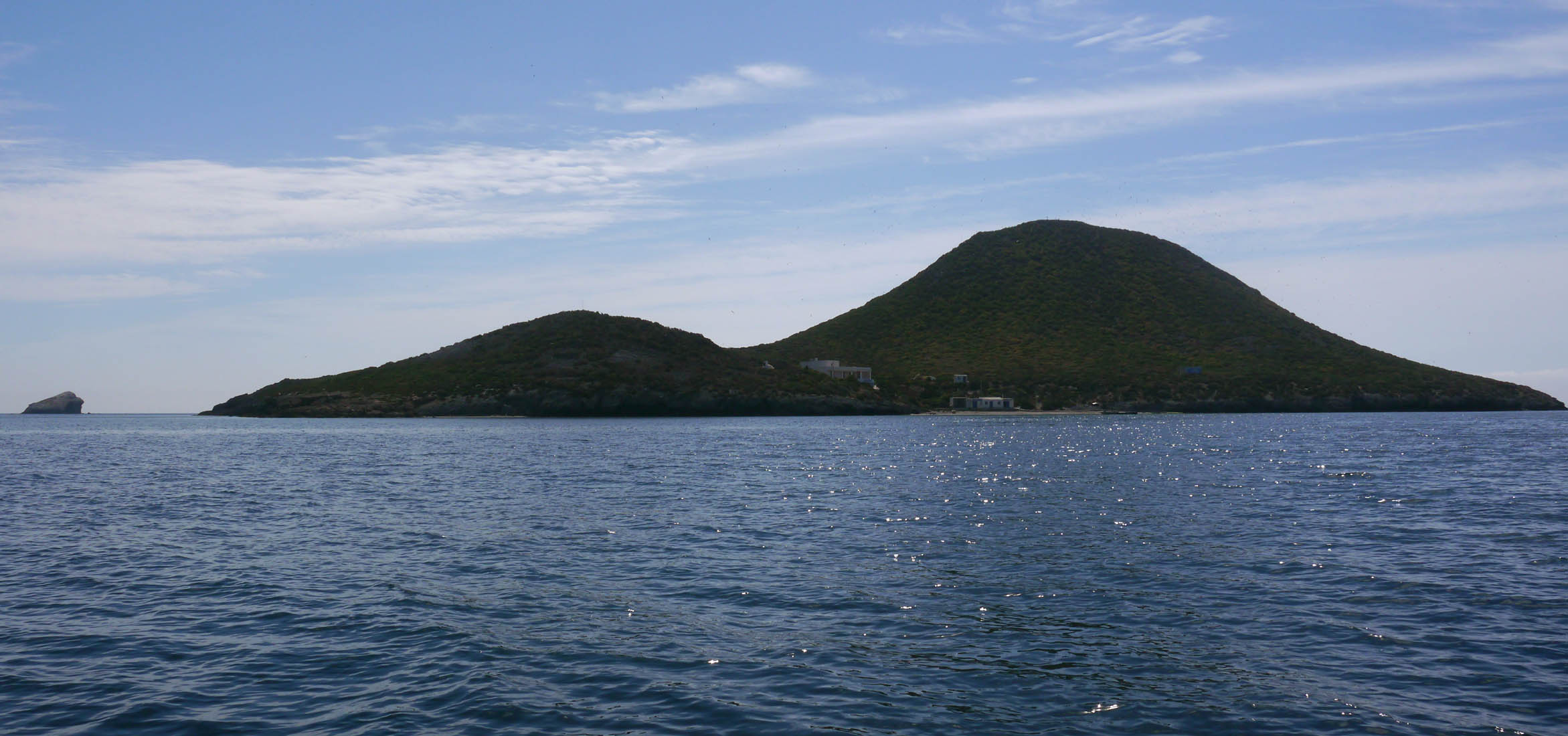
Isla Grosa.

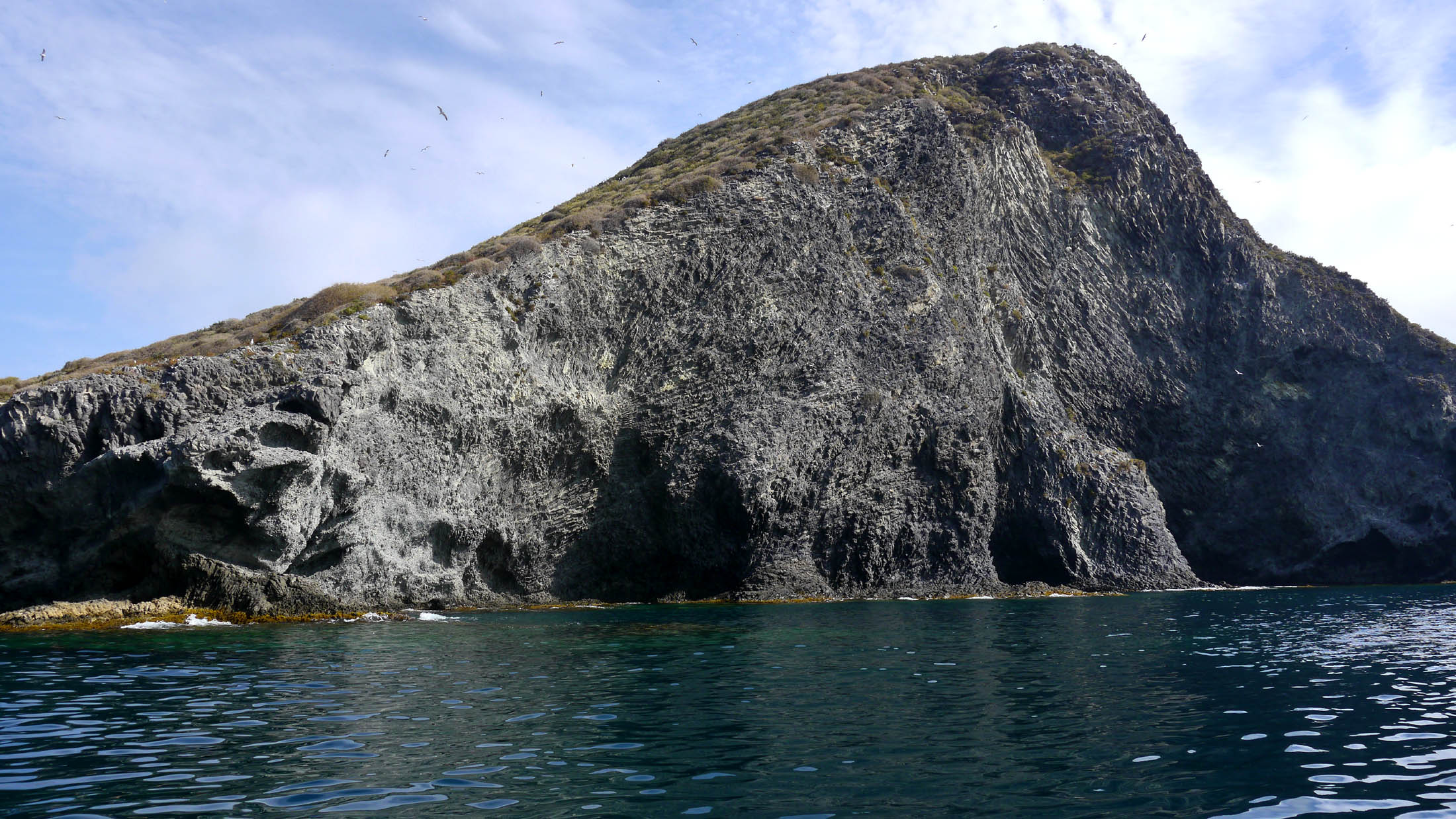
Lavasäulen an der Isla Grosa.

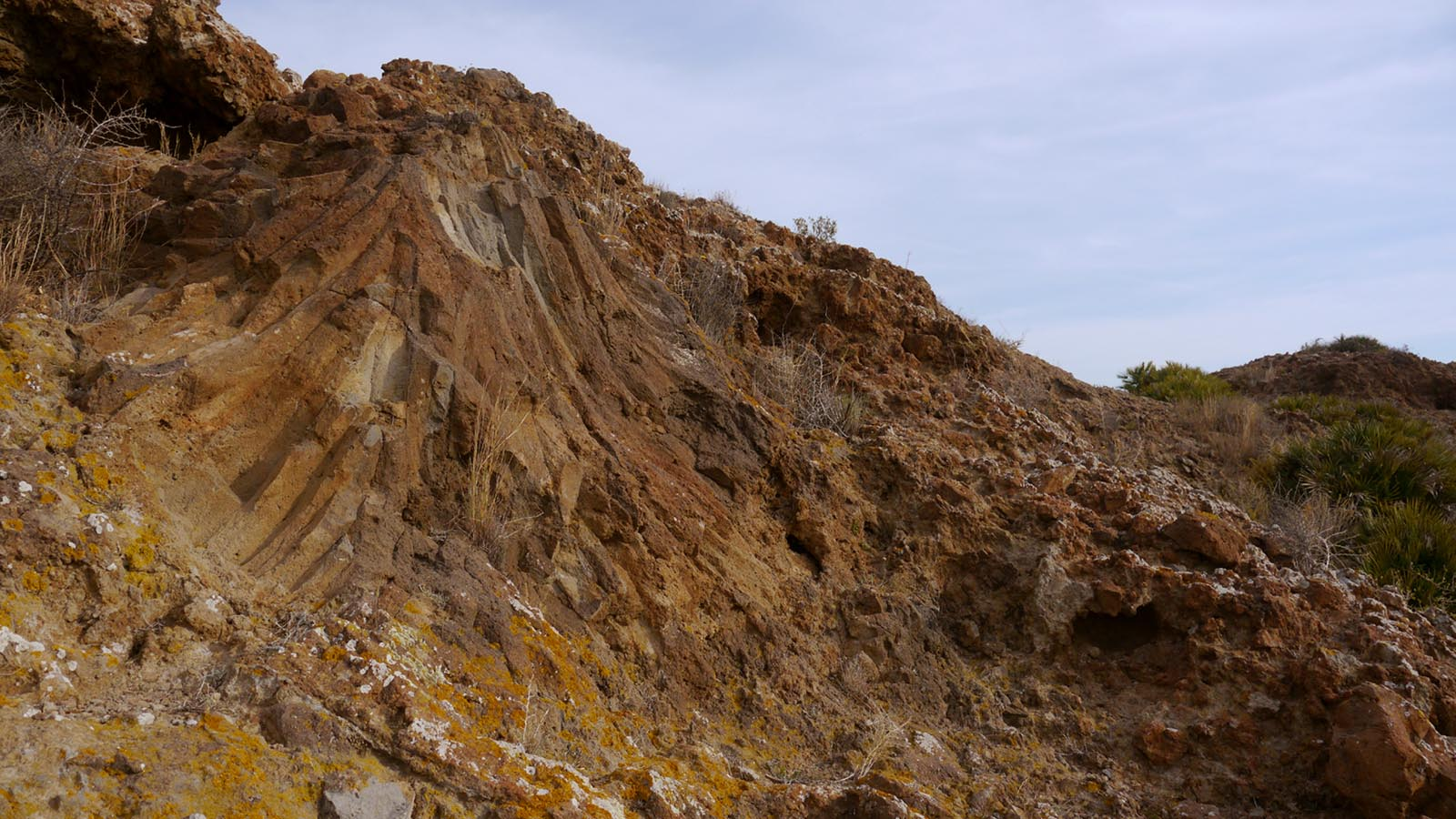
Lavasäulen am El Carmolí.

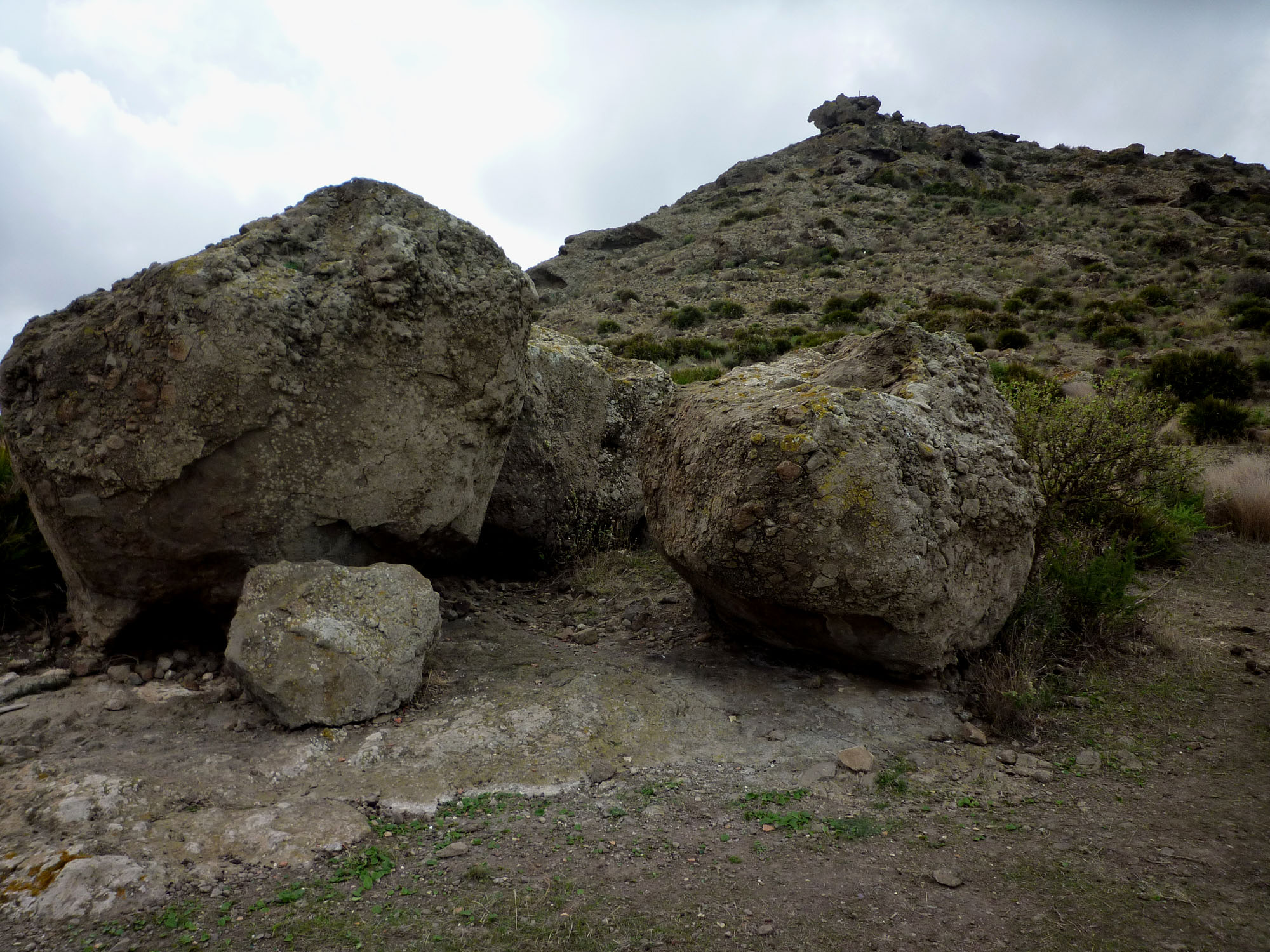
Vulkanische Bomben am El Carmolí.

Die Vulkane des Campo de Cartagena (spanisch Volcanes del Campo de Cartagena) im Südosten von Spanien sind Zeugen einer der jüngsten vulkanischen Ereignisse auf der Iberischen Halbinsel. Im oberen Miozän, vor etwa 7 Millionen Jahren, ereigneten sich zahlreiche Eruptionen in der Region. Die Überreste davon erkennt man in den Inseln des Mar Menor, Isla Grosa, El Carmolí und dem Cabezo Beaza.
Die vulkanischen Prozesse wurden durch die Subduktion der Afrikanischen Platte unter die Eurasische Platte ausgelöst. Sie entsprachen dem Stromboli-Typ, allerdings ohne große Gewalt, so dass sich nur kleine Schichtvulkane bildeten, die heute auch stark erodiert sind. Überreste dieser Ausbrüche sind Pyroklastische Ströme und Lavaströme, die vor allem am Cabezo Negro de Tallante deutlich erkennbar sind. Auch Beispiele für Lavasäulen finden sich auf der Isla Grosa. Die besten Beispiele für die vulkanische Aktivität finden sich aber am Cabezo del Carmolí, wo pyroklastische Ströme, Lavaströme, Lavasäulen und kleine Lavadome.
Die ersten vulkanischen Aktivitäten ereigneten sich im Osten des Campo de Cartagena, während des Miozäns zwischen 7,2 und 6,6 Mio. Jahren. Diese Ergüsse waren Kalko-Alcaline-Kalium-Andesite. Die jüngeren Eruptionen ereigneten sich vor etwa 2,6 Millionen Jahren während des Pleistozän, im Nordosten des Campo de Cartagena, genauer in der Gegend von Tallante, mit dem Erguss von alkalischen Basalten. Die letzten vulkanischen Aktivitäten waren vor ca. 1 Million Jahren am Cabezo Negro de Tallante.
Zusammen mit den Eruptionen gab es gewaltige hydrothermale Prozesse, als Wasser mit gelösten Salzen aus dem Erdinneren aufstieg. Dadurch entstanden in den Verwerfungen der Sierra minera de Cartagena-La Unión reiche Minerallagerstätten unter anderem von Galenit (galena), Sphalerit (blenda), Pyrit, Chalkopyrit und Magnetit.
Die Andesite des Cabezo Beaza wurden in der Antike häufig für den Bau eingesetzt. Beispiele finden sich vor allem in Cartagena: das Amphitheater oder das Grabmal Torre Ciega.

## Die Hauptvulkane des Campo de Cartagena
Im Becken des Mar Menor befinden sich fünf Inseln vulkanischen Ursprungs:
- Isla Mayor (Isla del Barón) 93,8 ha, 104 m Höhe. Mit zwei Hauptkegeln und zwei kleineren, die alle stark arodiert sind.
- Isla Perdiguera, die meistbesuchte der Inseln mit 25,8 ha. Wie die Isla del Barón besteht sie aus zwei Hauptkegeln und einem kleineren, die durch einen Tombolo miteinander verbunden sind.
- Isla del Ciervo, 16,3 ha Die Insel beherbergt einige interessante endemische iberoafrikanischer Florenelemente und wurde daher als Microrreserva Botánica unter Schutz gestellt. Vor wenigen Jahrzehnten wurde sie mit der La Manga del Mar Menor durch einen künstlichen Damm verbunden, der aber wieder abgetragen wurde zum Schutz der Flora.[4]
- Isla Rondella o Redonda mit einem einzigen Kegel.
- Isla del Sujeto, 2,4 ha. Die einzige Insel mit einem noch mehr oder weniger erkennbaren Krater.

Außerhalb des Mar Menor, im Mittelmeer, liegt die Isla Grosa mit dem benachbarten Vulkan-Eiland El Farallón (Islote del Farallón).
Auf dem Festland, im Campo de Cartagena liegen:
- El Carmolí
- Als Gruppe beim Polígono Industrial de Cartagena (Industriegebiet von Cartagena):
  - Cabezo Beaza
  - Cabezo de la Fraila
  - Cabezo Ventura
- Auf der Manga del Mar Menor:
  - Calnegre
  - Monteblanco
- im Gebiet von Tallante:
  - Cabezo Negro
  - Pico Cebolla
  - Los Pérez
- Volcán Aljorra.

Isla Grosa, Isla Mayor und Isla Perdiguera gehören zum Municipio San Javier, die anderen Vulkane liegen im Municipio Cartagena.

## Landschaftsschutz
Die unterschiedlichen Landschaftsgebiete unterstehen auch ganz unterschiedlichen Schutzbestimmungen.
- El Carmolí mit den Cinco Islas Volcánicas del Mar Menor stehen als Espacios abiertos e Islas del Mar Menor als  Parque Natural, Vogelschutzrichtlinie (ZEPA) und Lugar de importancia comunitaria (LIC) unter Schutz. Trotzdem wurde ein Teil der Hänge des El Carmolí bebaut.
- Isla Grosa und Islote del Farallón sind als Islas e Islotes del Litoral Mediterráneo der Región de Murcia als Parque Natural und ZEPA geschützt.
- Cabezo Negro de Tallante, Volcán Aljorra und Cabezo de la Fraila wurden als Lugares de Importancia Geológica im neuen Plan General de Ordenación Urbana (PGOU) von Cartagena aufgenommen.
- Die anderen Vulkan-Elementesind nicht spezifisch geschützt.

## Galerie

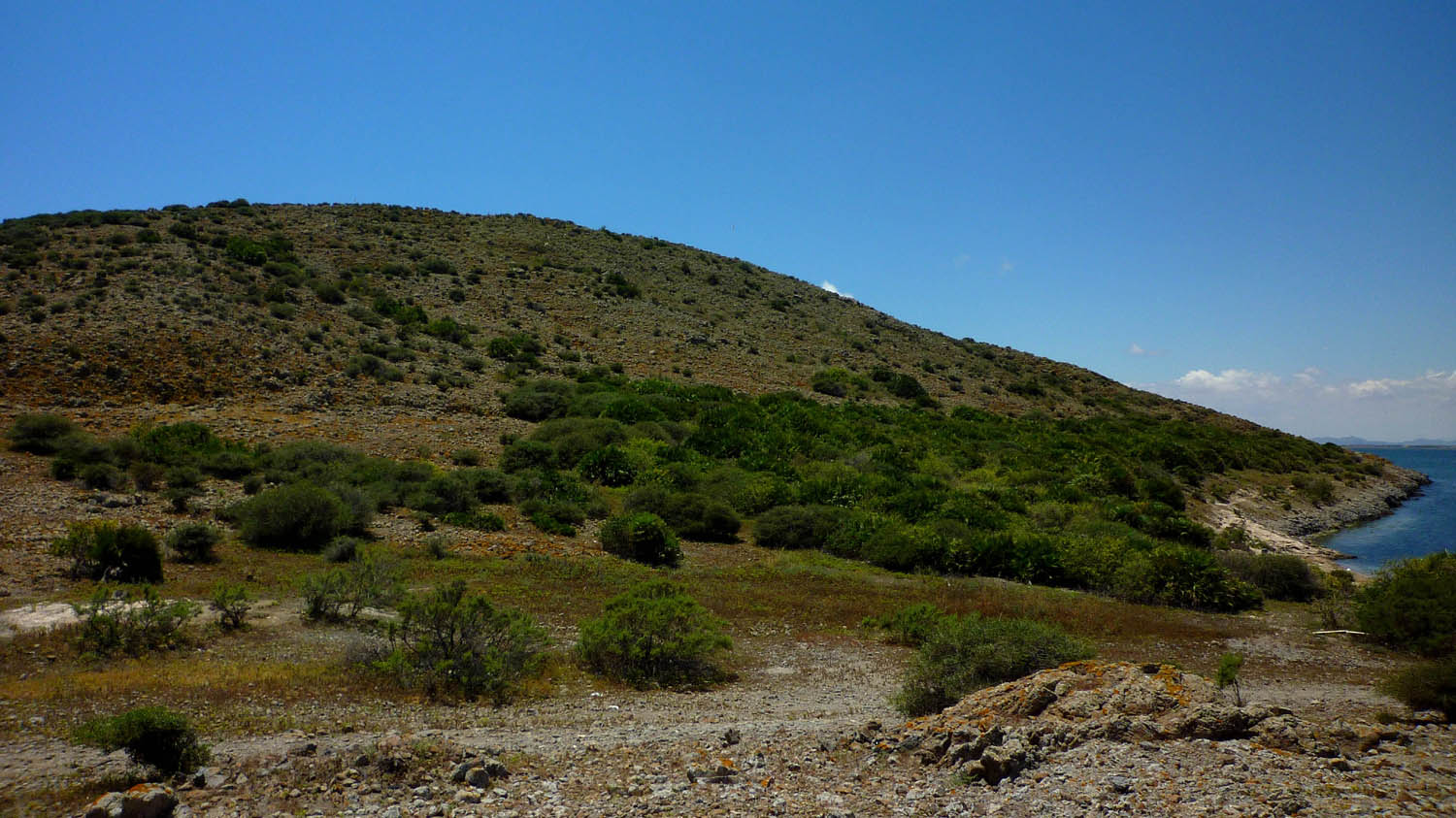
Isla del Ciervo.
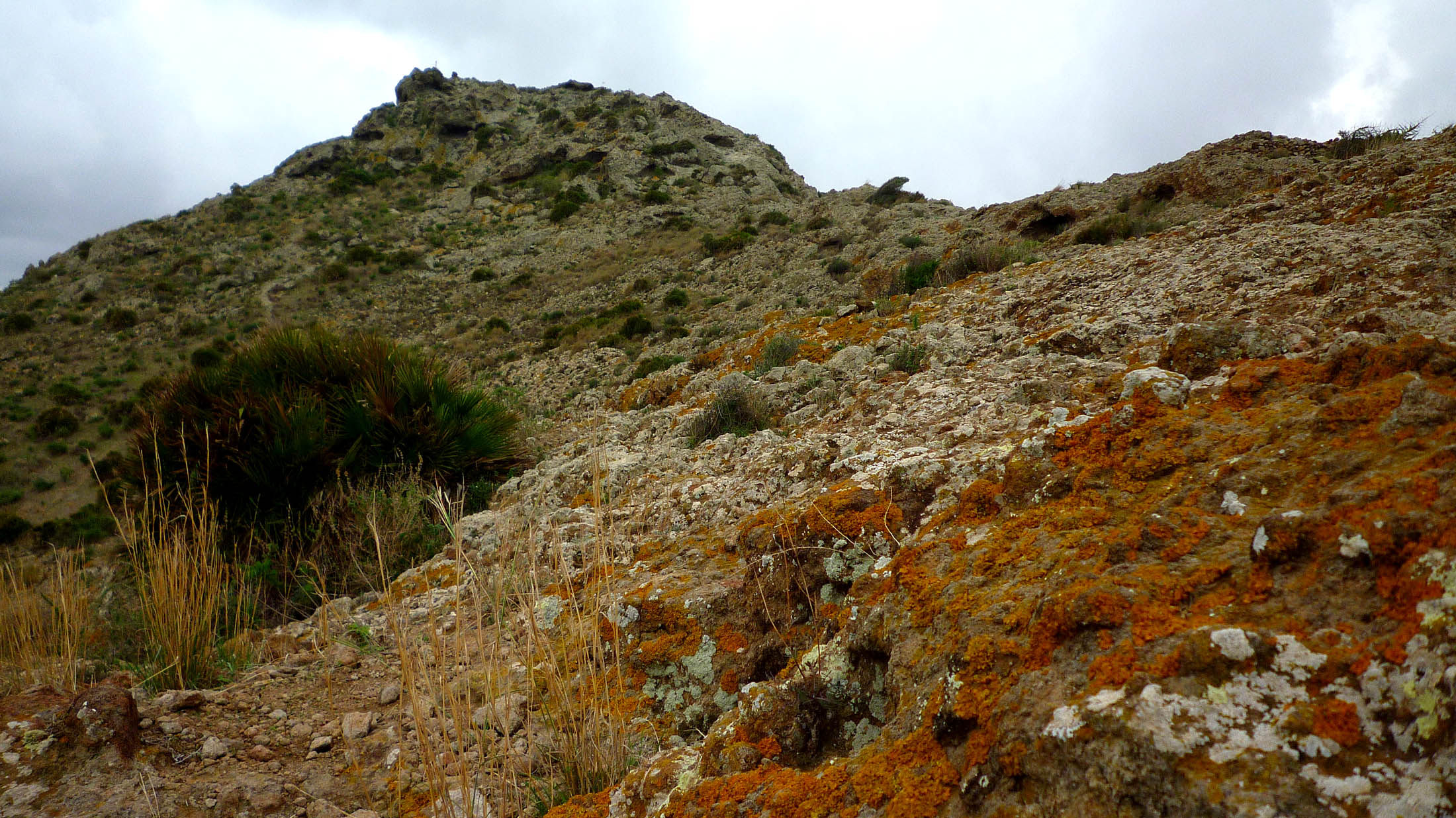
Malpaís (Lavafelder) am El Carmolí.
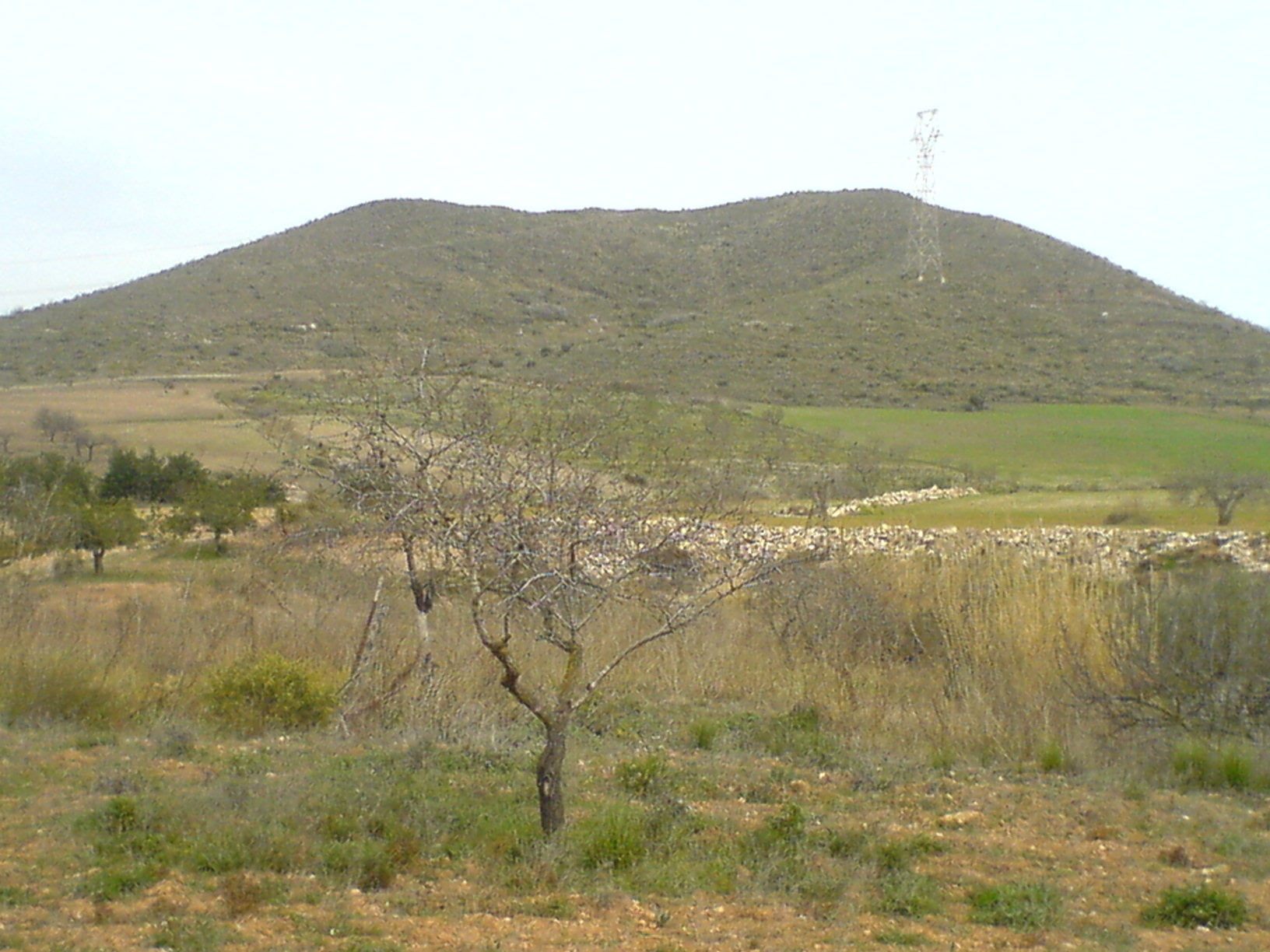
Cabezo Negro de Tallante.
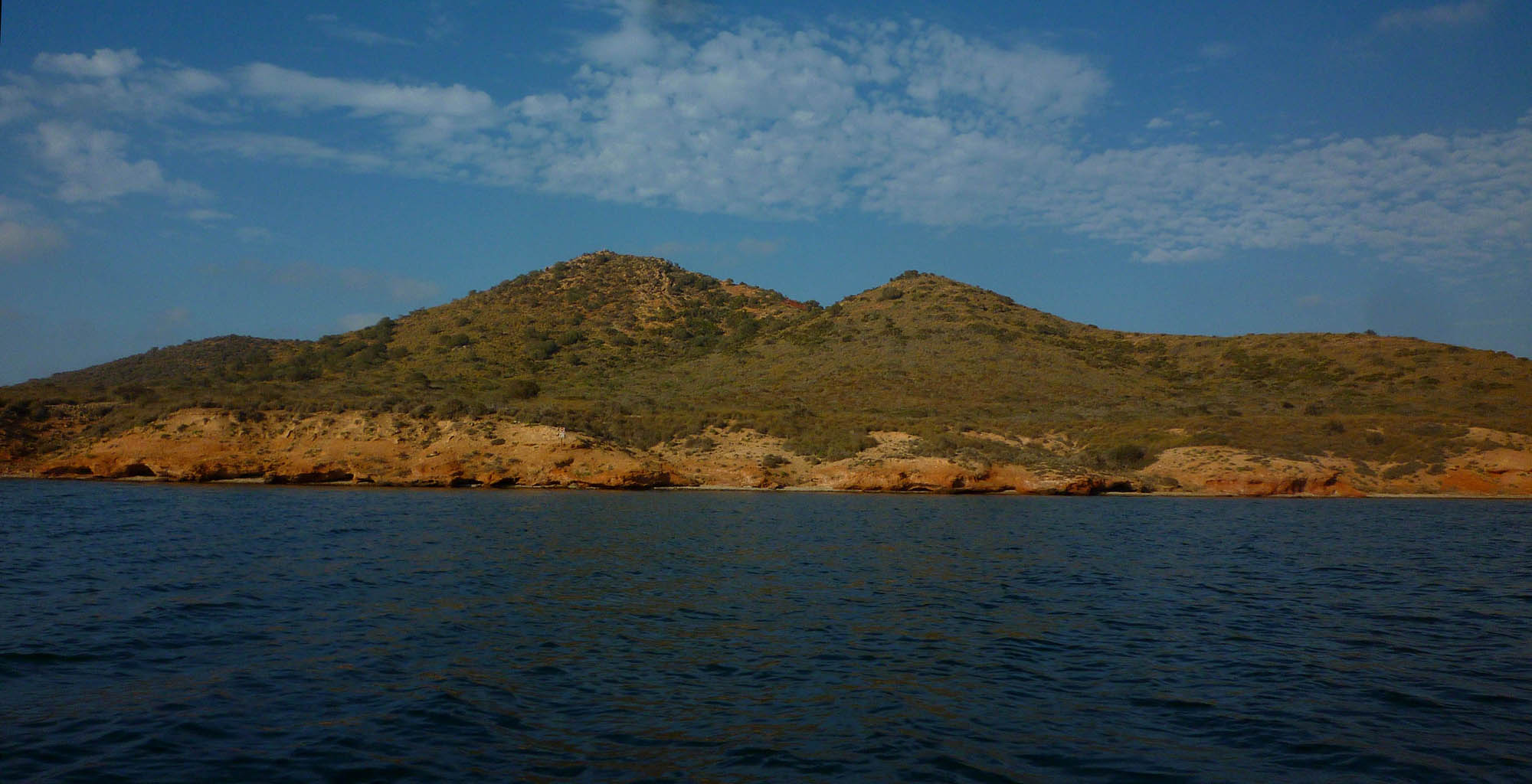
Isla del Barón im Mar Menor.
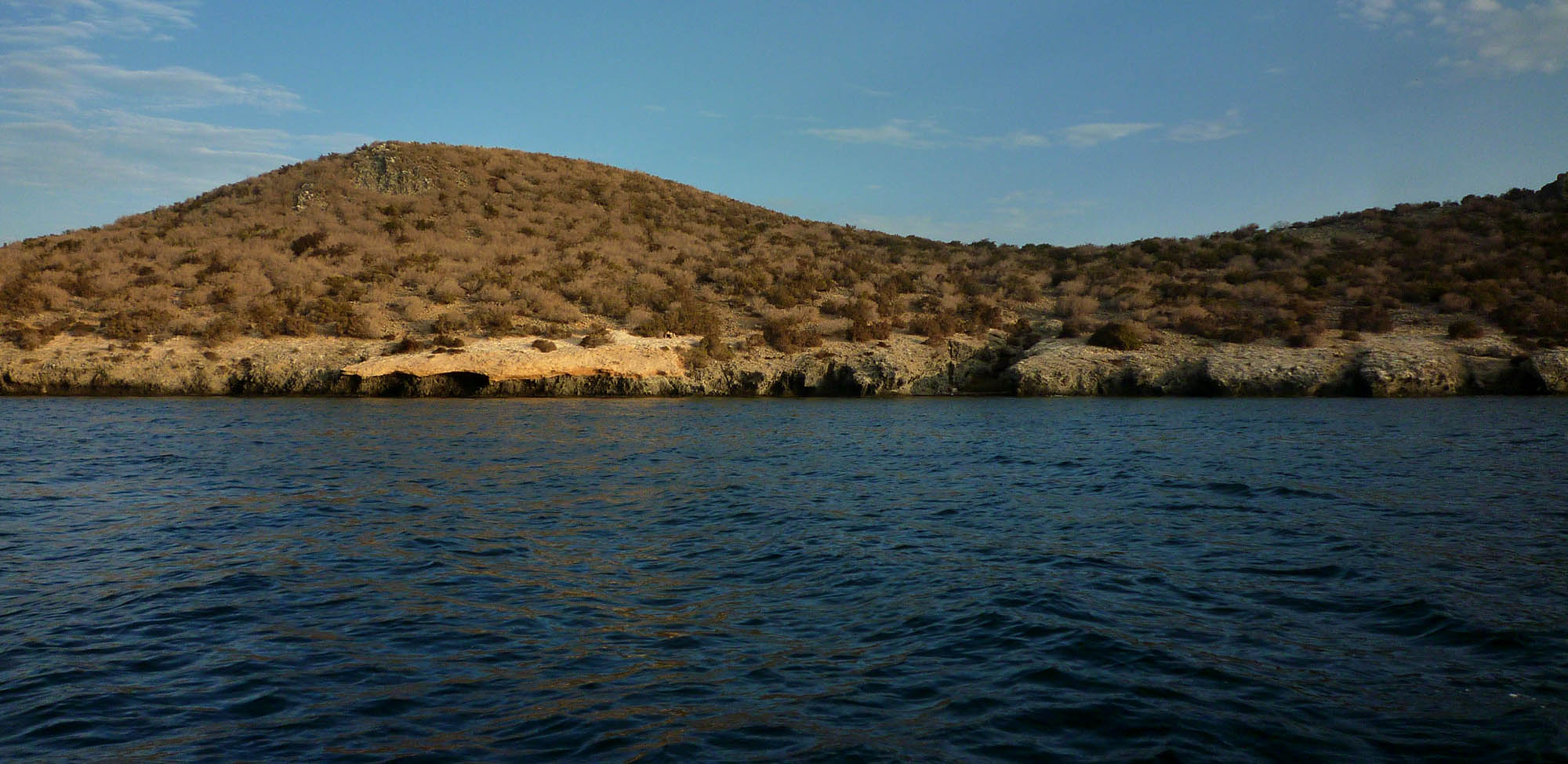
Isla Perdiguera.
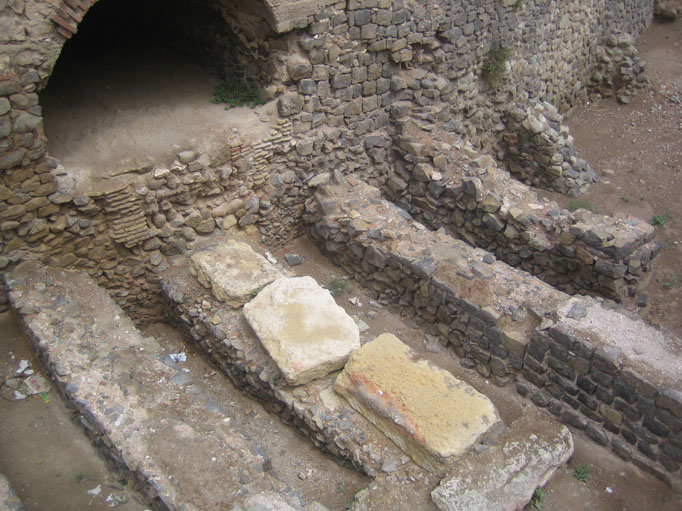
Andesit in der Konstruktion des Anfiteatro romano de Cartagena.